# Dejv Mastejn
Dejvid Skot Mastejn (engl. David Scott Mustaine; rođen 13. septembra 1961, La Mesa, Kalifornija, SAD) je američki muzičar, poznat kao gitarista, osnivač, glavni kompozitor i tekstopisac i pevač američke treš metal grupe Megadeth. Trenutno živi u San Dijegu, u Kaliforniji. Mastejn je takođe bio prvi solo gitarista i pisac pesama američke grupe Metalika. Godine 2009. je po knjizi najboljih metal gitarista svih vremena Džoela Makivera bio na prvom mestu. Mastejn je takođe rangiran kao 89. u Hit Paraderovoj listi 100 najvećih metal pevača svih vremena.

## Osamdesete
Dajv Mastejn je sin Emilije i Džona Mastejna. Nakon razvoda roditelja, jedno vreme boravi sa majkom, seleći se iz grada u grad, kako ih otac ne bi našao. Sa 15 godina Dejv je iznajmio stan i finansijski preživljavao, tako što je prodavao drogu. Jedna njegova mušterija je imala probleme sa novcem, ali pošto je radila u prodavnici ploča umesto novca davala mu je ploče, obično grupa Iron Maiden, AC/DC i Judas Priest. Krajem sedamdesetih, Dejv počinje da svira gitaru i pridružuje se grupi Panic.

### Metalika
Godine 1981. Dejv napušta Panic, da bi se pridružio Metalici, kao gitarista. Javio se na oglas koji je postavio Lars Ulrih i postao član Metalike. Njegovo članstvo u grupi je trajalo manje od dve godine. Izbačen je iz grupe na zahtev Brajana Slegela, vlasnika izdavačke kuće Metal blejd rekords, zbog problema sa alkoholom i drogom. Izbačen je neposredno pre snimanja prvog albuma Metalike. Zamolio je članove benda da ne koriste pesme, koje je on pisao, ali su oni to ipak učinili.

### 
Ubrzo nakon što je izbačen iz Metalike Dejv formira novu grupu pod imenom Megadeth. Megadeth je nastao kao Mastejnova želja za osvetom. Naime, postavio je sebi cilj da mora da kreira bend koji će biti uspešniji od Metalike. Godine 1983. upoznaje se sa basistom Dejvidom Elefsonom i kreira Megadeth. U grupu je primio gitaristu Grega Handevita i bubnjara Dižona Karatersa. Nakon nekoliko neuspešnih audicija u kojima je grupa tražila pevača, Dejv je rešio da će on pevati, pored toga što svira gitaru.

## Spoljašnje veze
- Dejv Mastejn na sajtu  (jezik: engleski)